# 小行星1381
小行星1381（1381 Danubia）是一颗绕太阳运转的小行星，为主小行星带小行星。该小行星于1930年8月发现。
該小行星以歐洲的多瑙河命名。

## 轨道参数
小行星1381的轨道半长轴为2.4874425 UA，离心率为0.182。